# Voitures ICK et ICL
Ne doit pas être confondu avec Voiture ICR.
Les Voitures ICK pour InterCity court terme et ICL InterCity Lease sont une série de voitures pour trains de voyageurs des Nederlandse Spoorwegen de type UIC-X provenant de la Deutsche Bahn. Anciennes voitures de seconde classe Bm235 des chemins de fer ouest-allemands livrées à partir de 1963 et achetées en 2000, les ICK comprennent de nouveaux types issus de transformation (première classe, multiservices) et retirées du service en 2008. Les ICL, utilisées de 2006 à 2010, étaient des UIC-X Interregio louées à la Deutsche Bahn.

## Histoire
Les Nederlandse Spoorwegen n'ont jamais fait construire de voitures UIC-X neuves, utilisant des automotrices et voitures régionales en trafic intérieur et affectant aux trains internationaux du matériel de construction hollandaise datant des années 1950 (voitures plan D, K et N). Louant fréquemment des UIC-X couchettes pour les trains vers les destinations de vacances du sud de l'Europe, les NS feront l'acquisition en 1978-1980 de voitures UIC-X des années 1950 transformées en buffet-discothèque ou restaurants. Vers 1990, elles seront remplacées par des UIC-X moins anciennes et les NS rachèteront des voitures-couchettes Bcm243 à la DB. Au début des années 2000, des flottilles entières d'UIC-X pour trains de jour (séries ICK et ICL) seront utilisées par les chemins de fer néerlandais jusqu'à l'arrivée de matériel plus moderne.

### Voitures ICK
À la fin des années 1990, les NS font face à une pénurie de matériel roulant avec la mise au rebut des voitures plan W et l'envoi en révision générale des voitures ICR. Ils se tournent vers la Belgique, qui leur ont déjà loué des voitures M2, et l'Allemagne qui est alors en train de retirer de la circulation des voitures UIC-X non concernées par la modernisation Inter Regio. Décision est prise d'acheter 150 Bm235, des voitures de seconde classe qui avaient été adaptées pour circuler à 200 km/h afin de compenser le manque de voitures de seconde classe modernes sur les trains IC. Le remplacement de plusieurs IC par des trains à grande vitesse et l'afflux d'UIC-X Interregio plus confortables les rendaient surnuméraires.
Les 150 voitures sont expédiées Partner für Fahrzeug Ausstattung (PFA) de Weiden afin d'être mises aux normes NS. Désirant disposer de voitures aptes à circuler en trains complets, en remplacement des ICR, et mettre à disposition des voyageurs davantage de place pour leurs vélos, les NS font transformer 54 véhicules en de nouveaux types, en réutilisant un maximum d'éléments d'origine ou de seconde main :
- 96 voitures, désignées B, conservent leurs douze compartiments de seconde classe et troquent une de leurs toilettes au profit d'un espace ouvert vers la plateforme avec trois strapontins ;
- 18 voitures, désignées BD, troquent cinq de leurs compartiments au profit d'un espace pour personnes à mobilité réduite (deux travées), d'une toilette adaptée aux fauteuils roulants (une travée) et d'un espace vélos avec strapontins et portes spéciales pour l'emport de vélos (récupérées sur des Silberlingen allemandes) ;
- 36 voitures A de première classe où l'écart plus important entre les sièges est obtenu en supprimant une cloison sur deux, réalisant des compartiments doubles à trois rangées conservant l'alignement d'origine des fenêtres et des portes donnant sur le couloir. Les fauteuils à accoudoirs sont de type NS, surplombés de leurs porte-bagages d'origine y compris au-dessus du rang central. Comme en seconde classe, une toilette est remplacée par des strapontins.

Les ICK sont peintes dans la livrée traditionnelle NS jaune et bleu, avec une ligne jaune et une ligne bleue supplémentaire sur les voitures de première classe. Le système de freinage électromagnétique des bogies n'est pas fonctionnel, abaissant leur vitesse maximale à 140 km/h.
Utilisées le plus souvent en rames complètes — des panachages avec voitures ICR et W existaient aussi à leurs débuts — à partir de 2006 les ICK sont assemblées par blocs qui ne sont découplés que pour de grandes réparations, ce qui limite la pression sur les câbles de contrôle. Les voitures B isolées sont désignées 5000, les rames 5300 sont composés d'une B et d'une BD et les 5400 de deux B encadrant une A, le tout formant des trains dépassant 10 voitures ou plus.
L'arrivée en 2007 des ICL de location donne lieu à des compositions mixtes, en particulier avec une ICK BD et des ICL. Une telle rame est endommagée par une prise en écharpe en mars 2007 et les voitures endommagées réparées en Allemagne.
Le confort supérieur des ICL, en meilleur état général, et le retour sur les rails du matériel moderne des NS entraîne leur retrait du service à la fin de l'année 2008. Les ICK sont parquées en plein air à Amsterdam-Dijksgracht et progressivement revenues sur le marché de l'occasion sauf quelques exemplaires victimes d'incendies criminels. En 2017, il ne reste plus que trois voitures à Amsterdam qui sont ferraillées sur place.

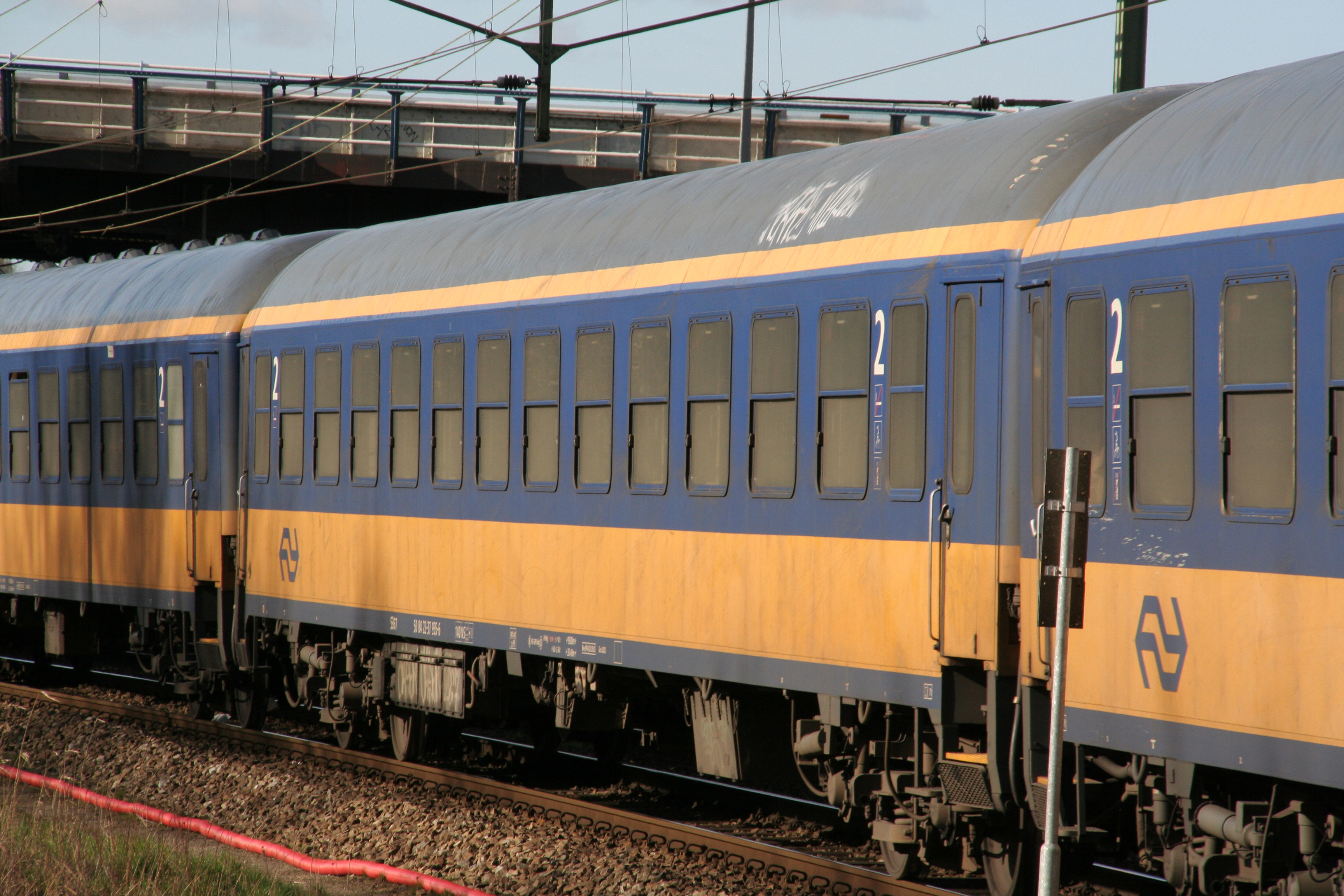
Voiture B côté couloir.
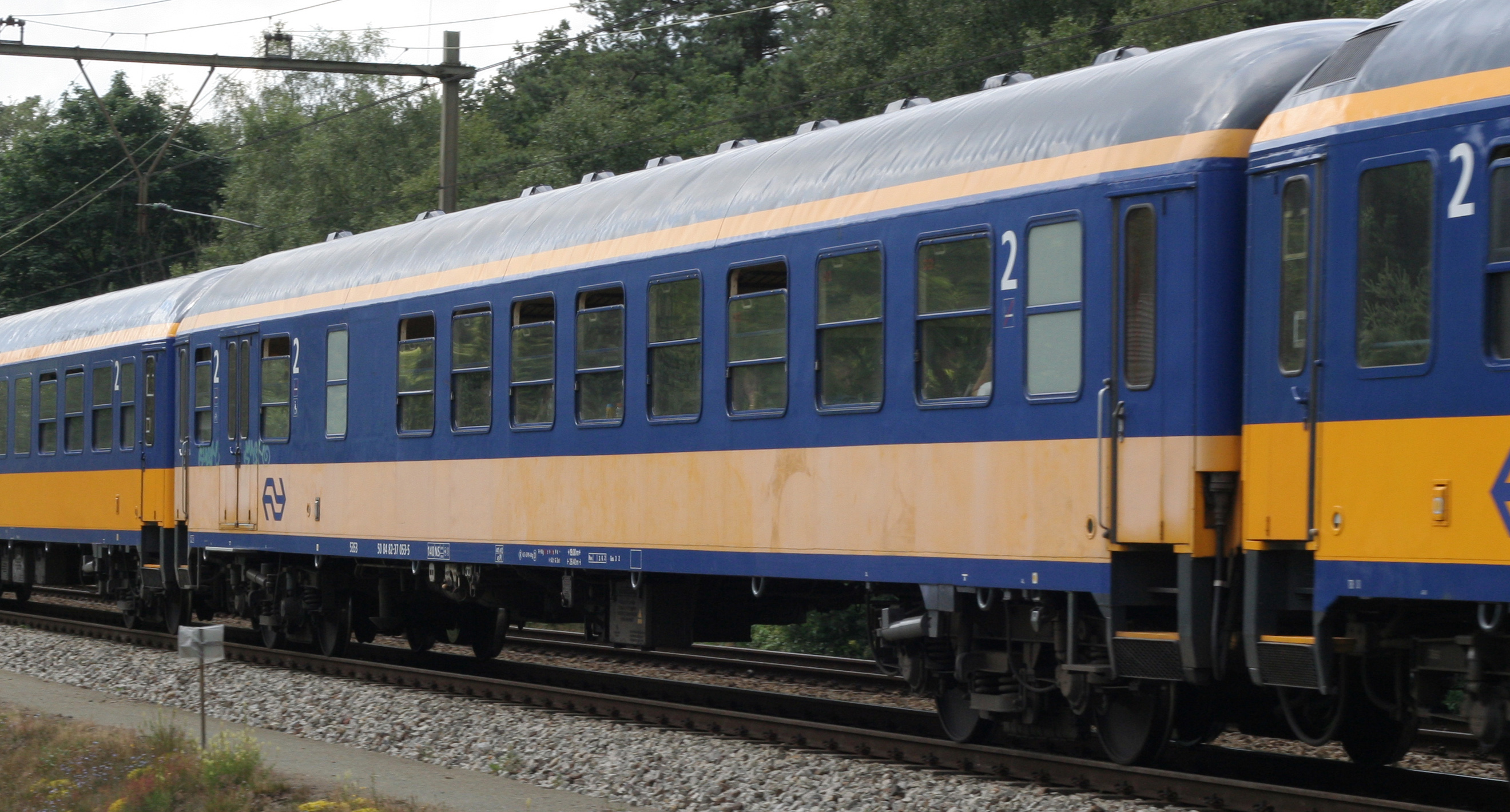
Voiture BD côté compartiments.
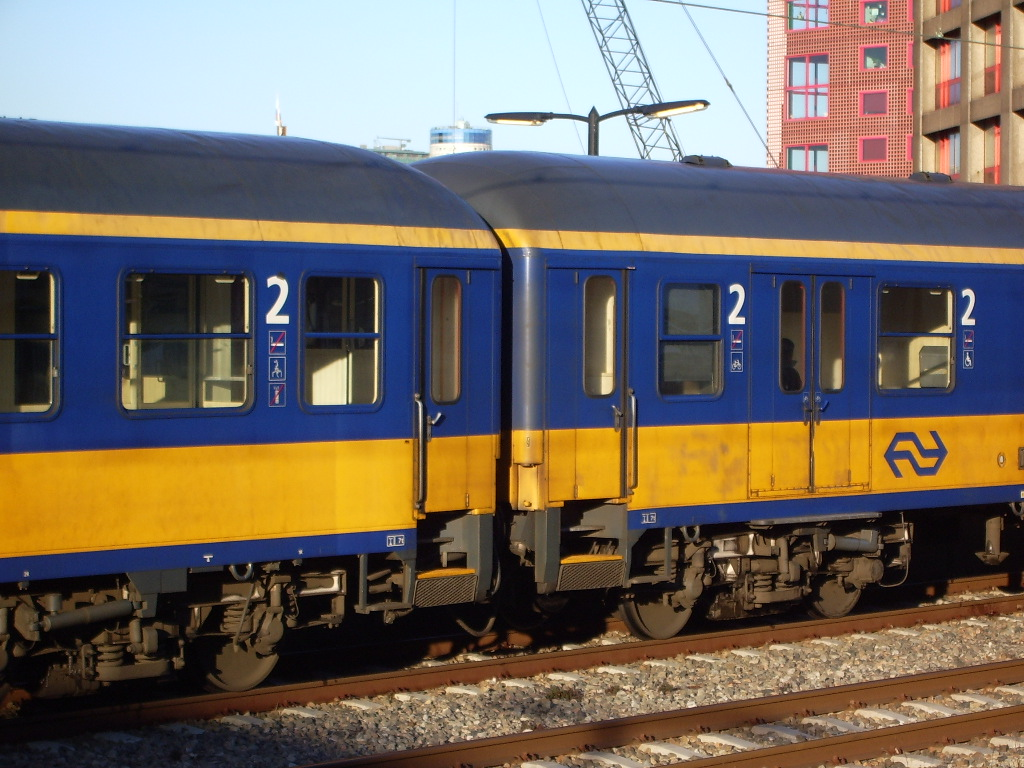
Portes d'accès d'une B et d'une BD.
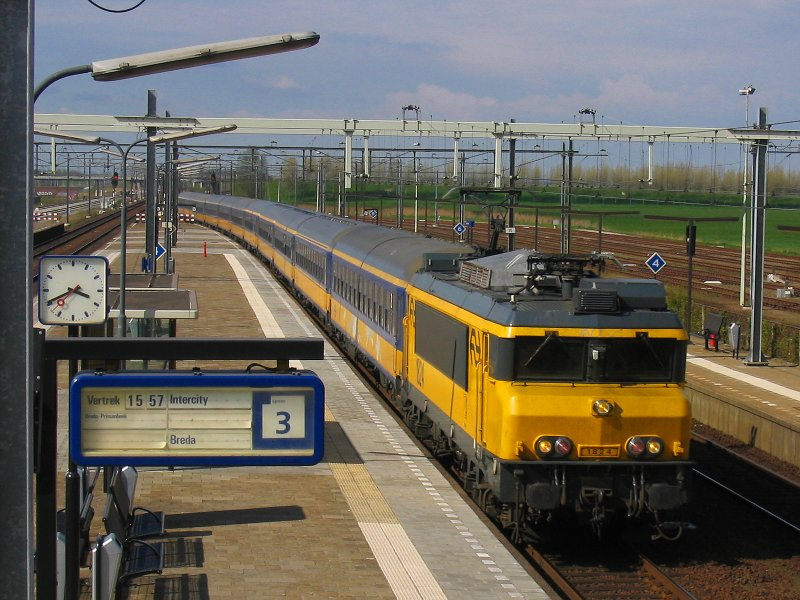
Train de onze ICK à Lage-Zwalue.
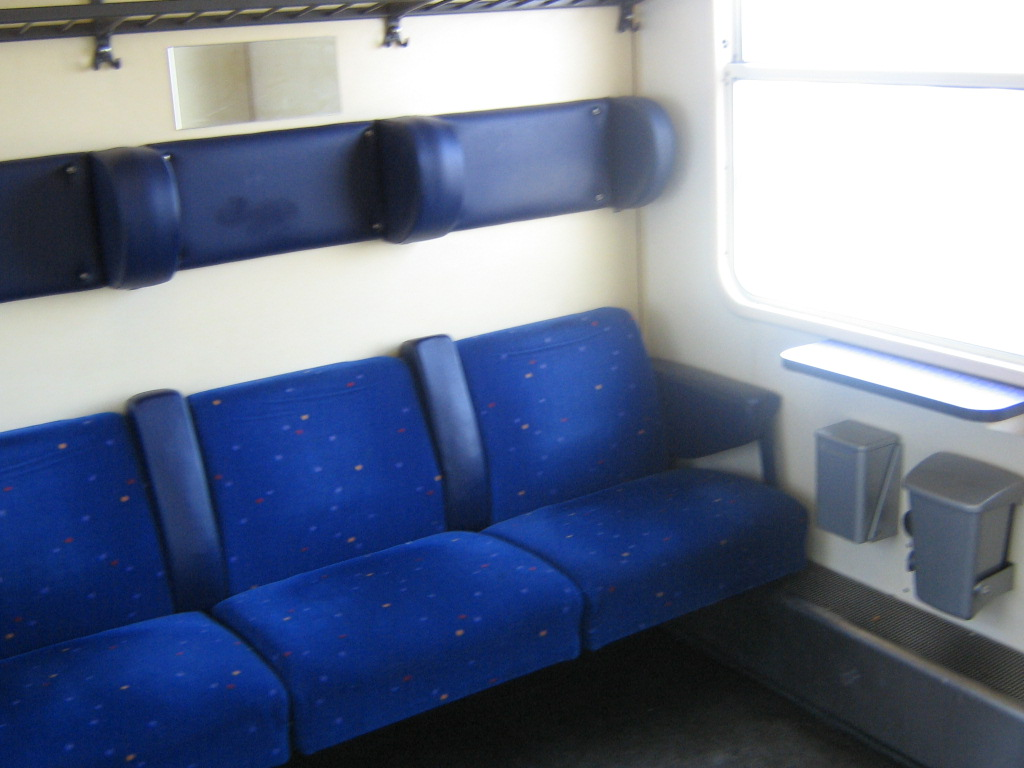
Compartiment de seconde classe.
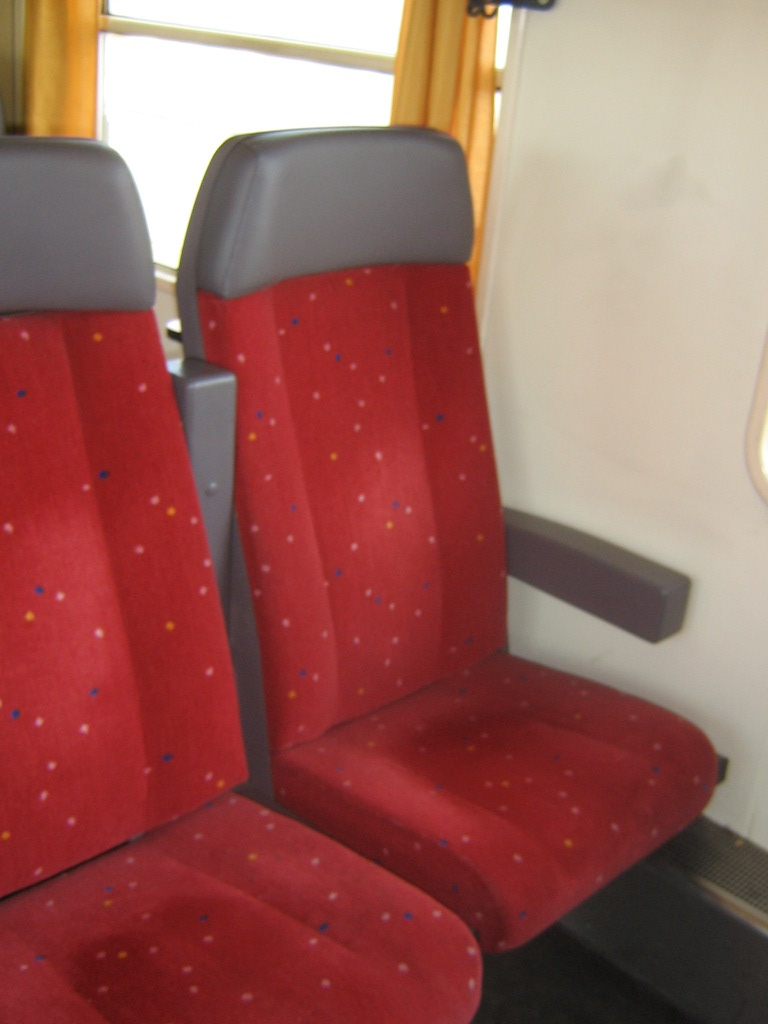
Première classe.
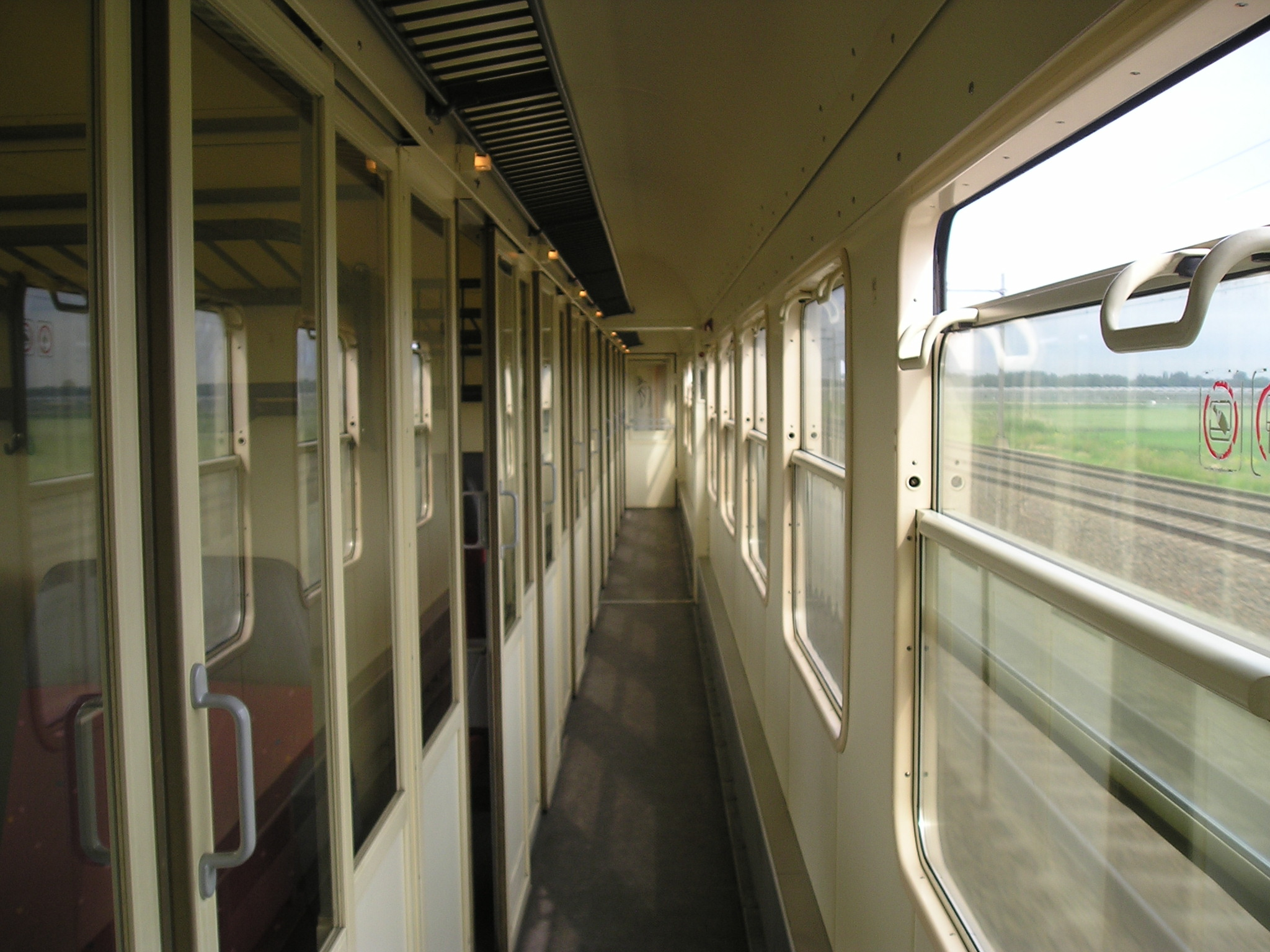
Couloir (première classe).
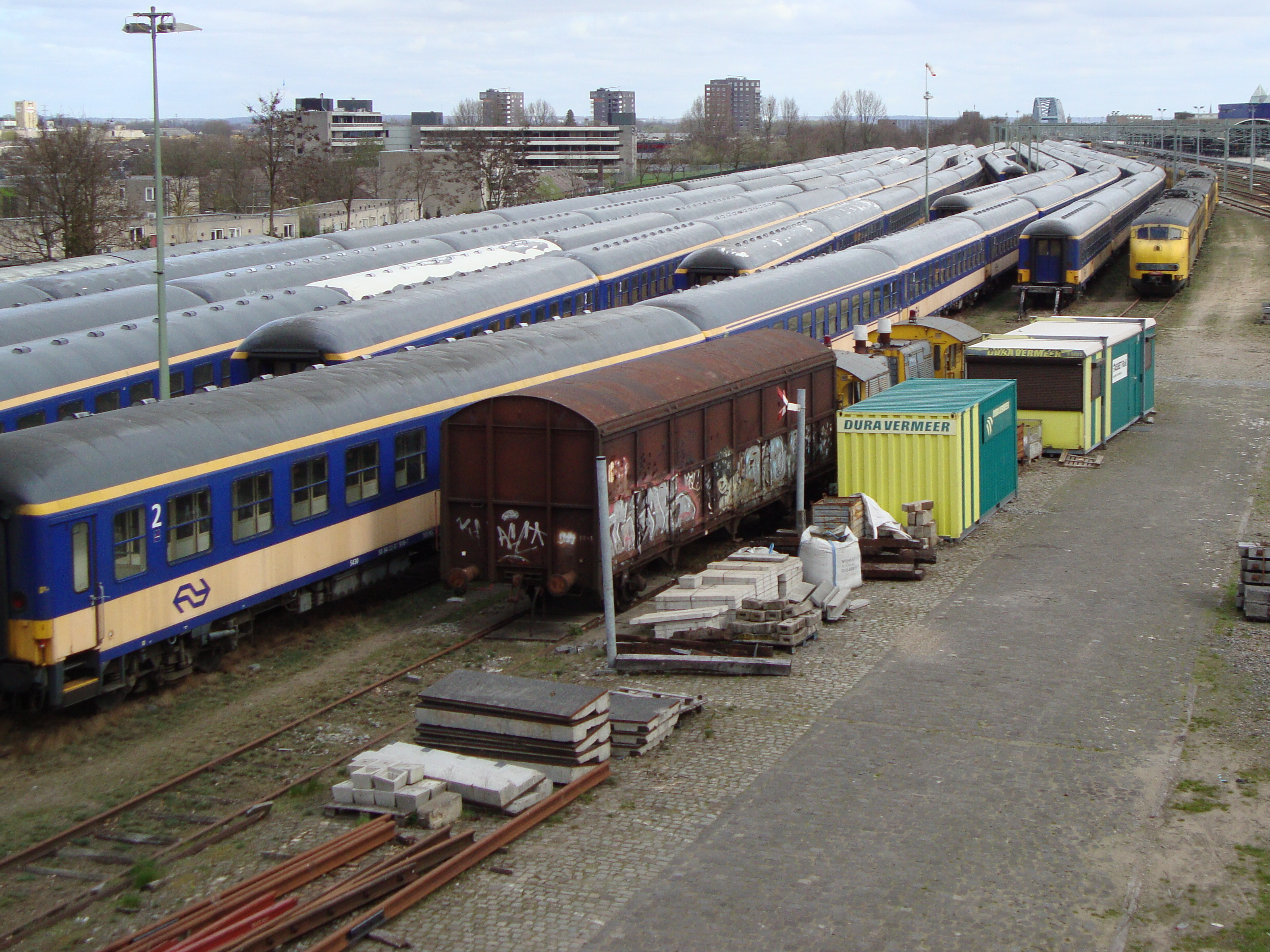
Stockage en plein air, Nimègue, 2010.

### Voitures ICL
Le passage en révision de nouvelles automotrices et le retour en Belgique de voitures louées fait que le matériel remorqué vient à nouveau à manquer à partir de 2005. À la même époque, la DB a dans ses inventaires un nombre croissant de voitures Interregio inutilisées les propose à la location. Contrairement aux ICK, celles-ci ont eu leurs intérieurs reconstruits aux environs de 1990 avec deux nouvelles toilettes et le remplacement des compartiments étriqués par une salle centrale semi-ouverte dotée de plusieurs alignements de sièges encadrée par des compartiments vitrés dotés de cinq places assises. Les NS passent donc un contrat pour le leasing d'une centaine de voitures dont elles se chargeront de l'entretien sauf une première révision en Allemagne qui s'accompagne d'une remise en peinture, sauf pour les premières voitures de location qui circulent un temps en livrée "Interregio" bleu clair. Elles sont toutes issues de Bm234 / 235 sauf les Aimz créées par modernisation de voitures de première classe Am203.
Les types suivants sont envoyés aux Pays-Bas :
- Aimz260 (16 exemplaires) avec quatre compartiments encadrant une salle de 20 places ;
- Bim263 et Bimz264 (15+70 exemplaires) avec six compartiments encadrant deux salles de 15 places chacune ;
- Bimdz268 (15 exemplaires) variante avec un compartiment et la toilette contigüe remplacés par un espace vélos ; la plateforme attenante est dotée de portes plus larges avec un petit battant supplémentaire[7].

En service, elles sont employées en rames complètes ou avec des voitures ICK / Avmz d'origine allemande, les Bimdz apparaissant tardivement. Les NS font le choix d'assembler la plupart en blocs insécables : deux Bim(z) ou une Aimz et deux voitures de seconde classe avec ou sans espace vélos.
Un premier lot est renvoyé en Allemagne en septembre 2009. Le reste est retiré du service en mars 2010 et prestement restitué à la Deutsche Bahn.

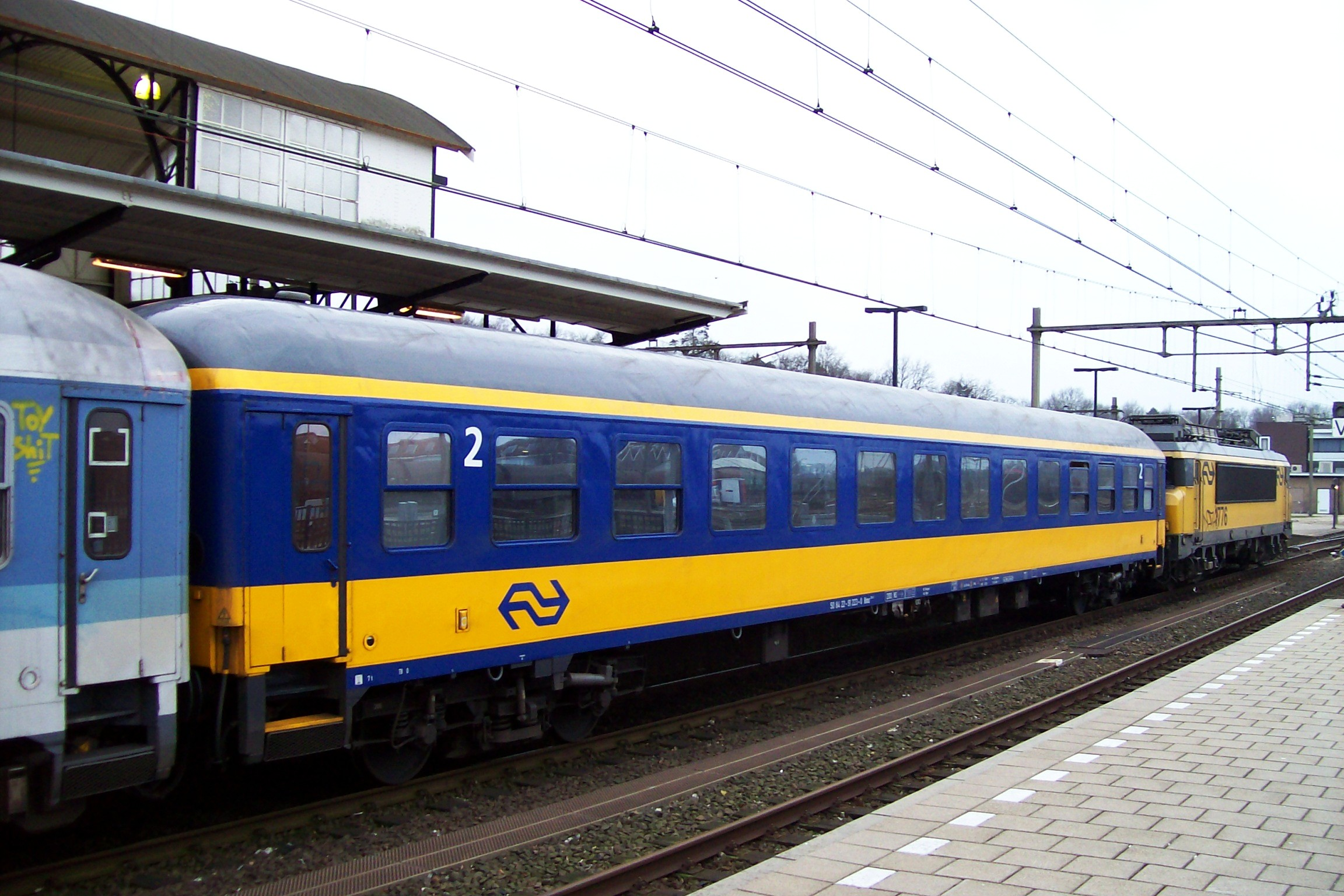
Voiture ICL de seconde classe en livrée NS.
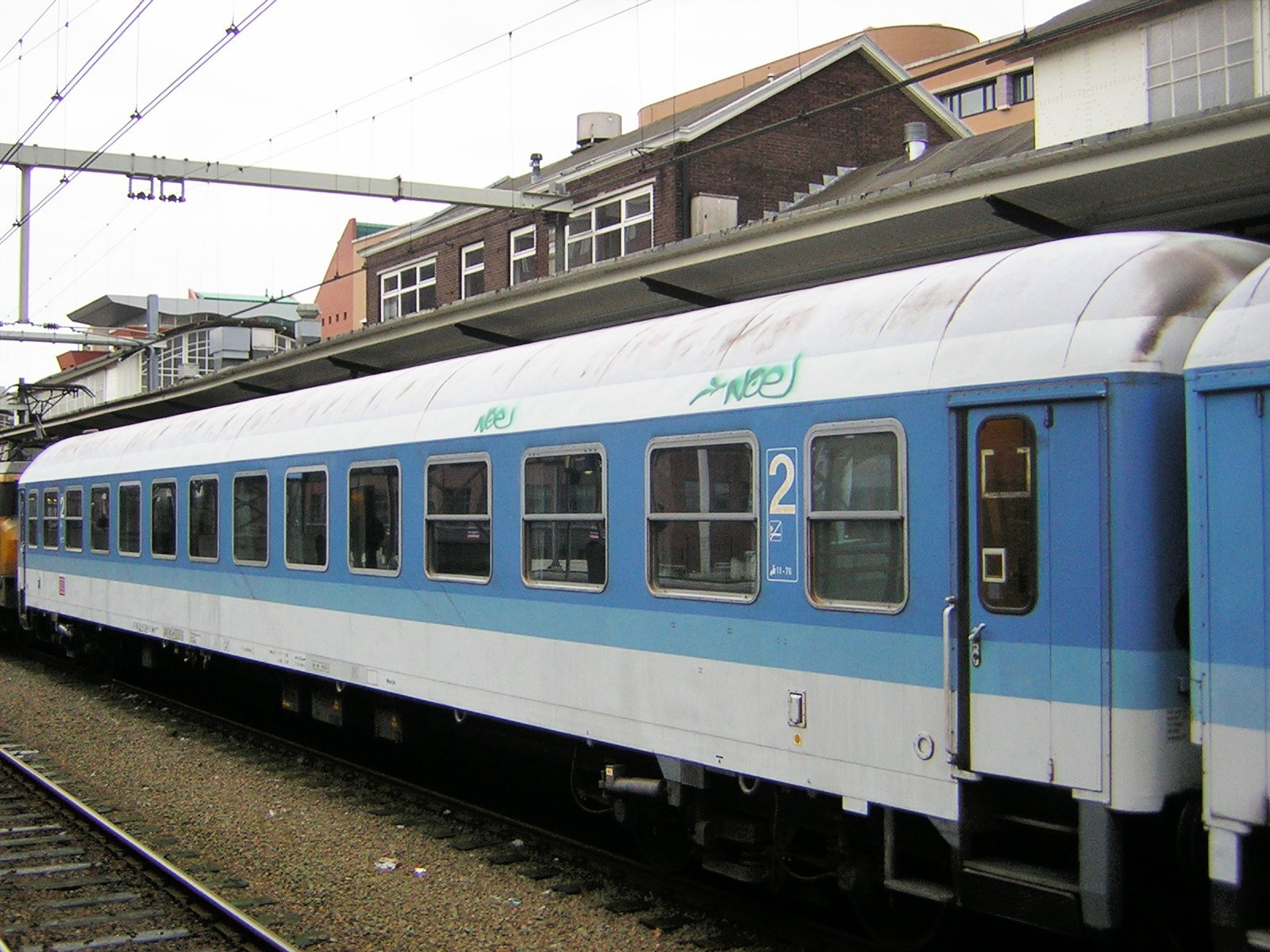
ICL encore en livrée Interregio (2008).
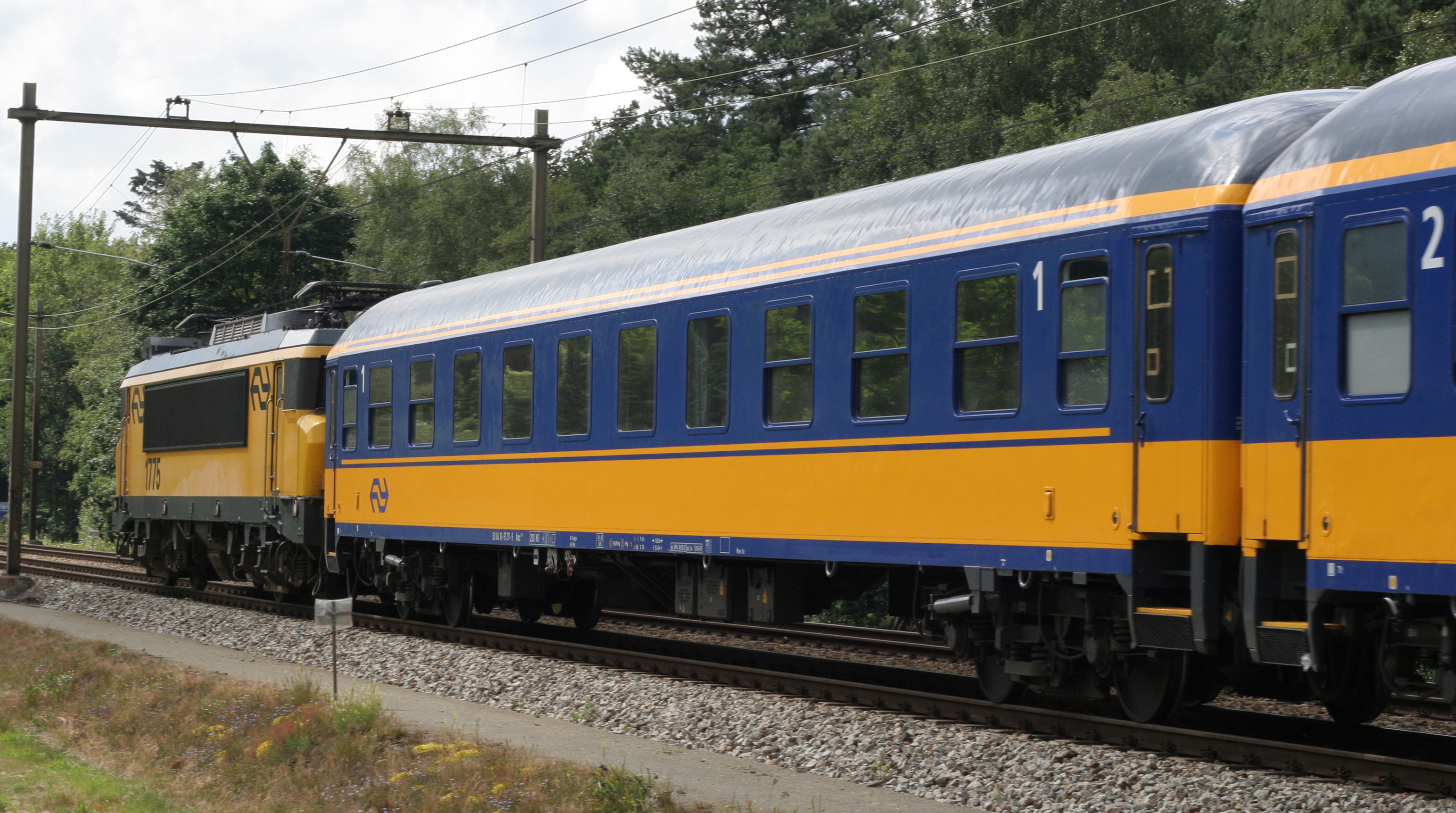
Voiture de première classe.

## Revente
La DB expédie dans la foulée une partie des ICL qui lui ont été tout juste renvoyées en Autriche, les peignant dans une livrée temporaire gris ardoise et blanc et transformant une partie avec trois compartiments affectés à la première classe. Après leur retour en Allemagne, elles rejoignent des ex-ICL de chaque type qui n'avaient jamais été remises en service commercial par la DB et revendues au loueur Heros Rail, où certaines portaient toujours leur livrée NS à la fin des années 2010, Heros Rail possédant également des Bim(d)z ex-DB peintes en livrée IC. Un bandeau vert clair a été appliqué à des ex-ICL pour camoufler leur origine.
Après avoir connu des fortunes diverses, étant notamment louées à Flixtrain, des Bim(d)z d'Heros Rail font partie des 135 voitures UIC-X rachetées par le constructeur Talbot qui les transforme en voitures à couloir central de 100 places pour la flotte de Flixtrain (types Bmmz et Bmmdz).

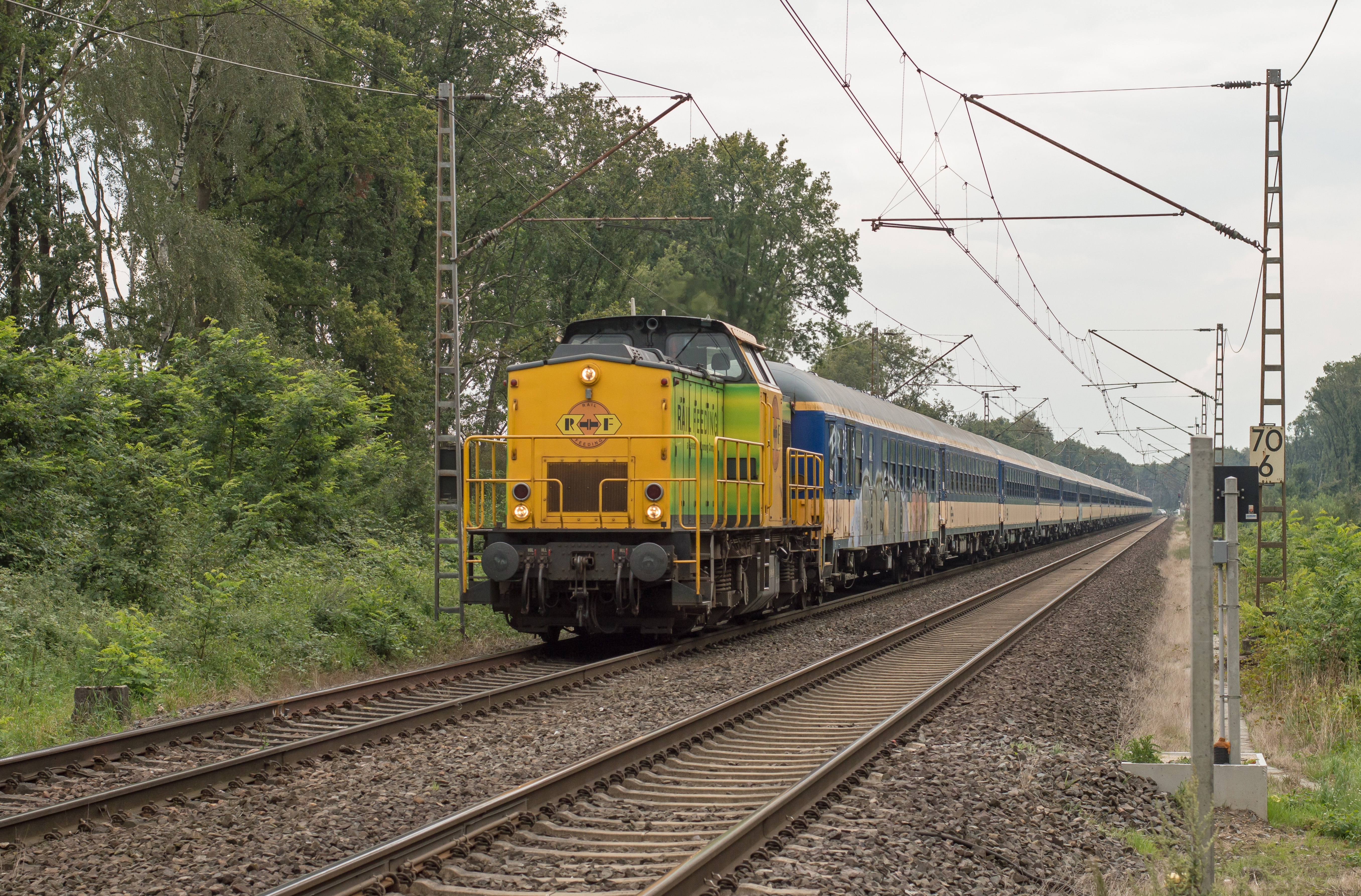
Rame de 24 ICK envoyées en Roumanie en 2014 pour être réconditionnées et utilisées en Suède.
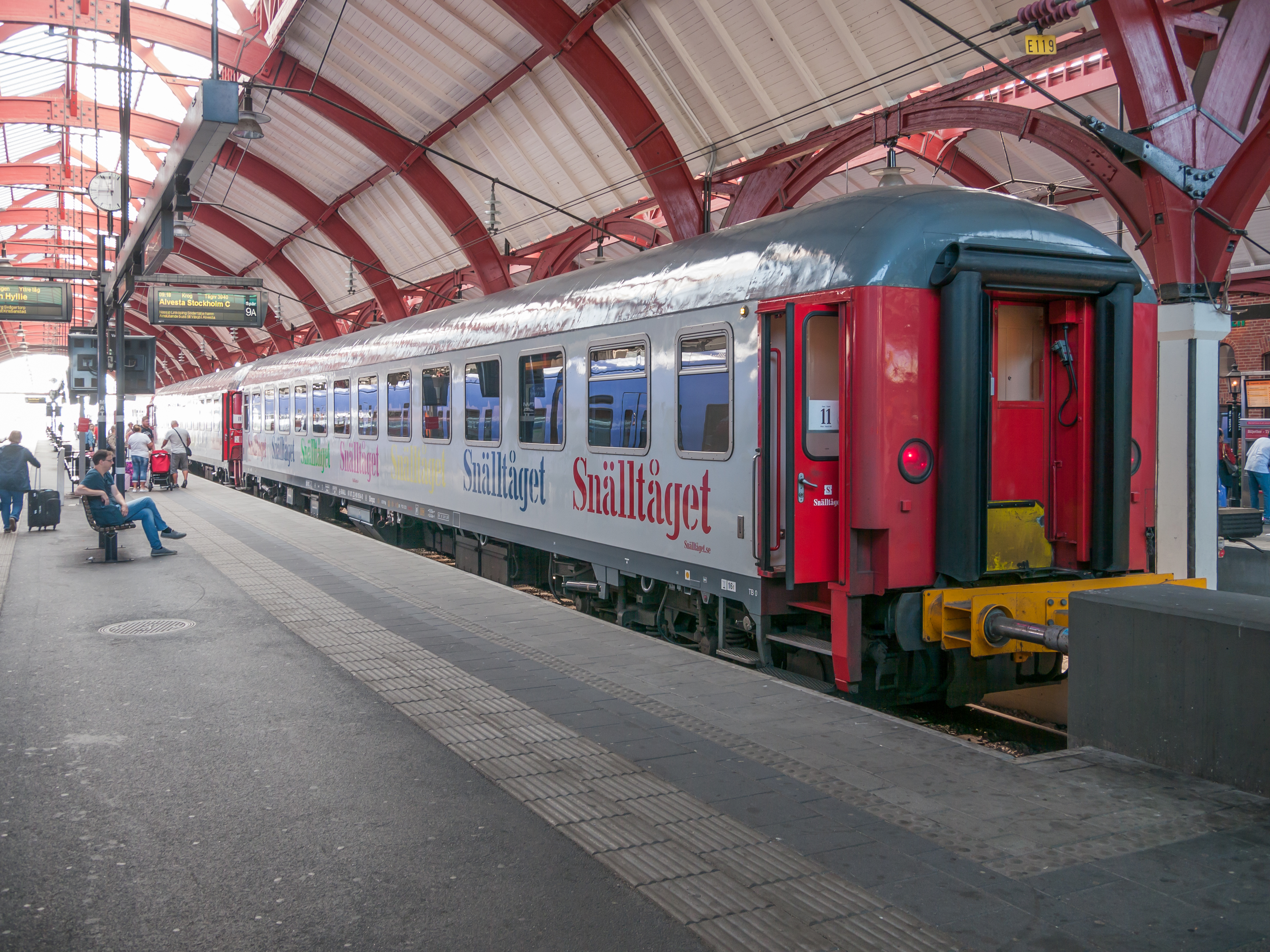
ICK reconstruite du suédois Snälltåget.
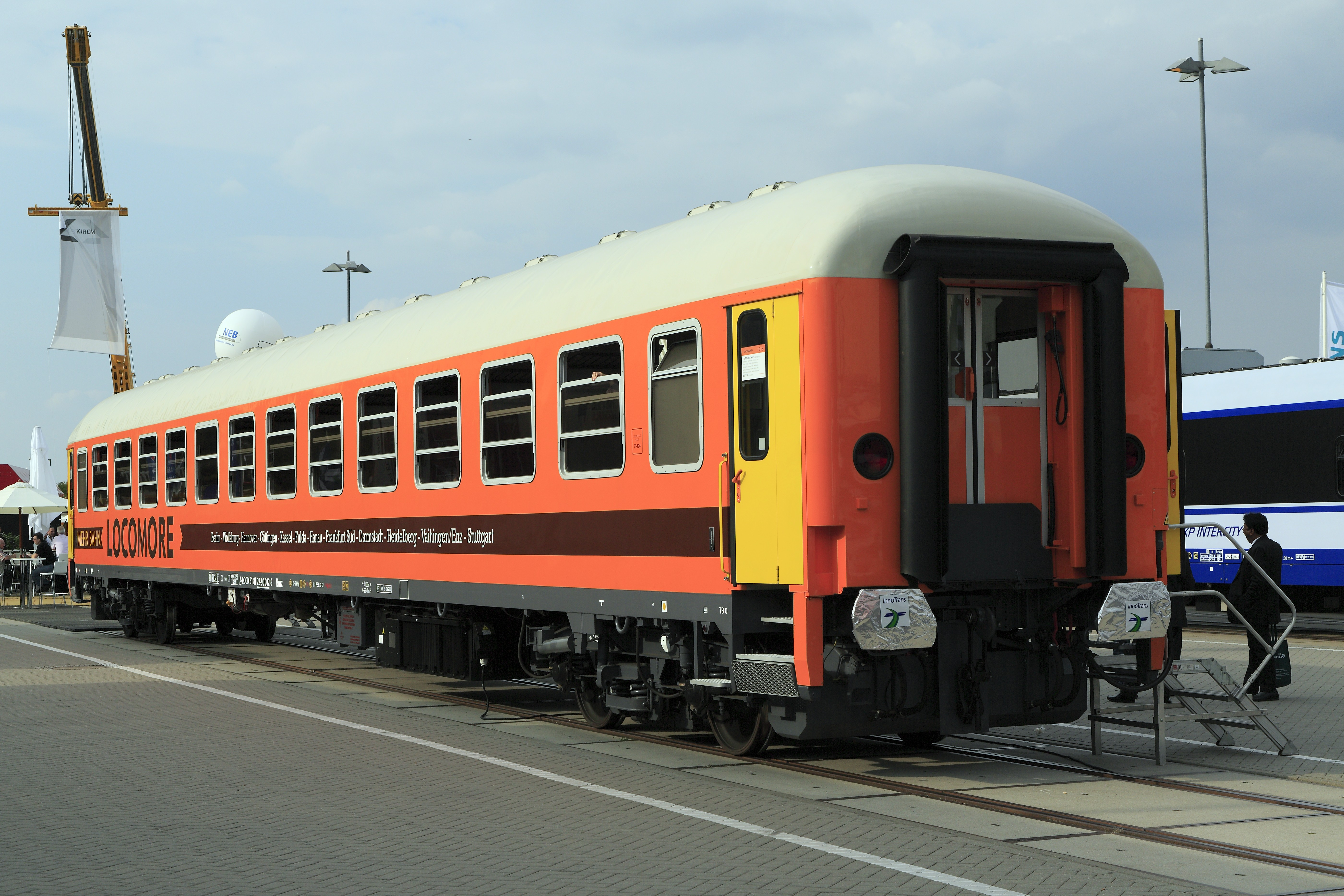
Voiture de Locomore (rénovation légère).
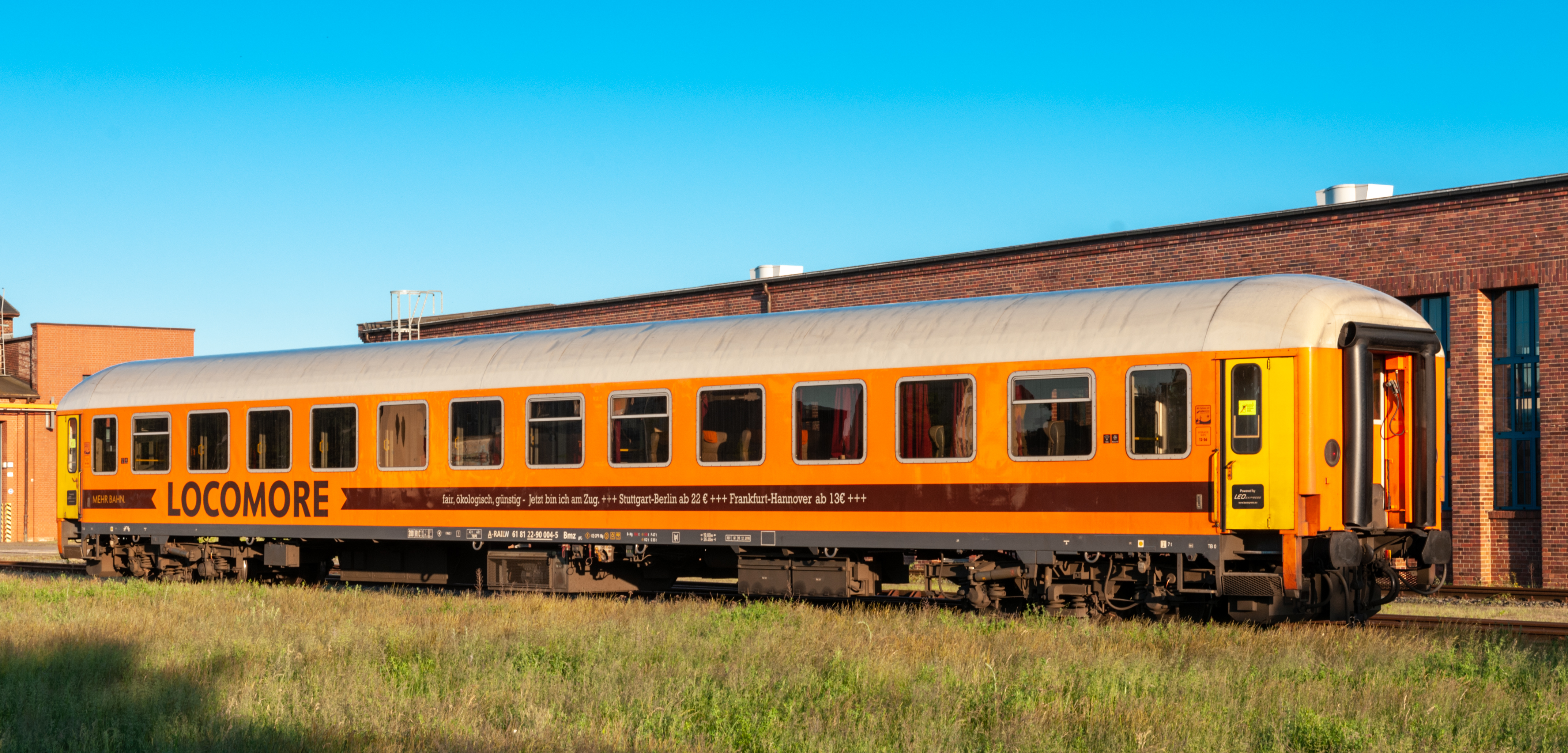
Voiture modernisée, en partie à couloir central.